# Cafarnaum (kommun)
Cafarnaum är en kommun i Brasilien.   Den ligger i delstaten Bahia, i den östra delen av landet, 800 km nordost om huvudstaden Brasília. Antalet invånare är 17 212.
Följande samhällen finns i Cafarnaum:
- Cafarnaum

I omgivningarna runt Cafarnaum växer huvudsakligen savannskog. Runt Cafarnaum är det glesbefolkat, med 17 invånare per kvadratkilometer.